# Breutelia elliptica
Breutelia elliptica là một loài rêu trong họ Bartramiaceae. Loài này được Magill mô tả khoa học đầu tiên năm 1987.